# Antonio López Hernández (artesano)

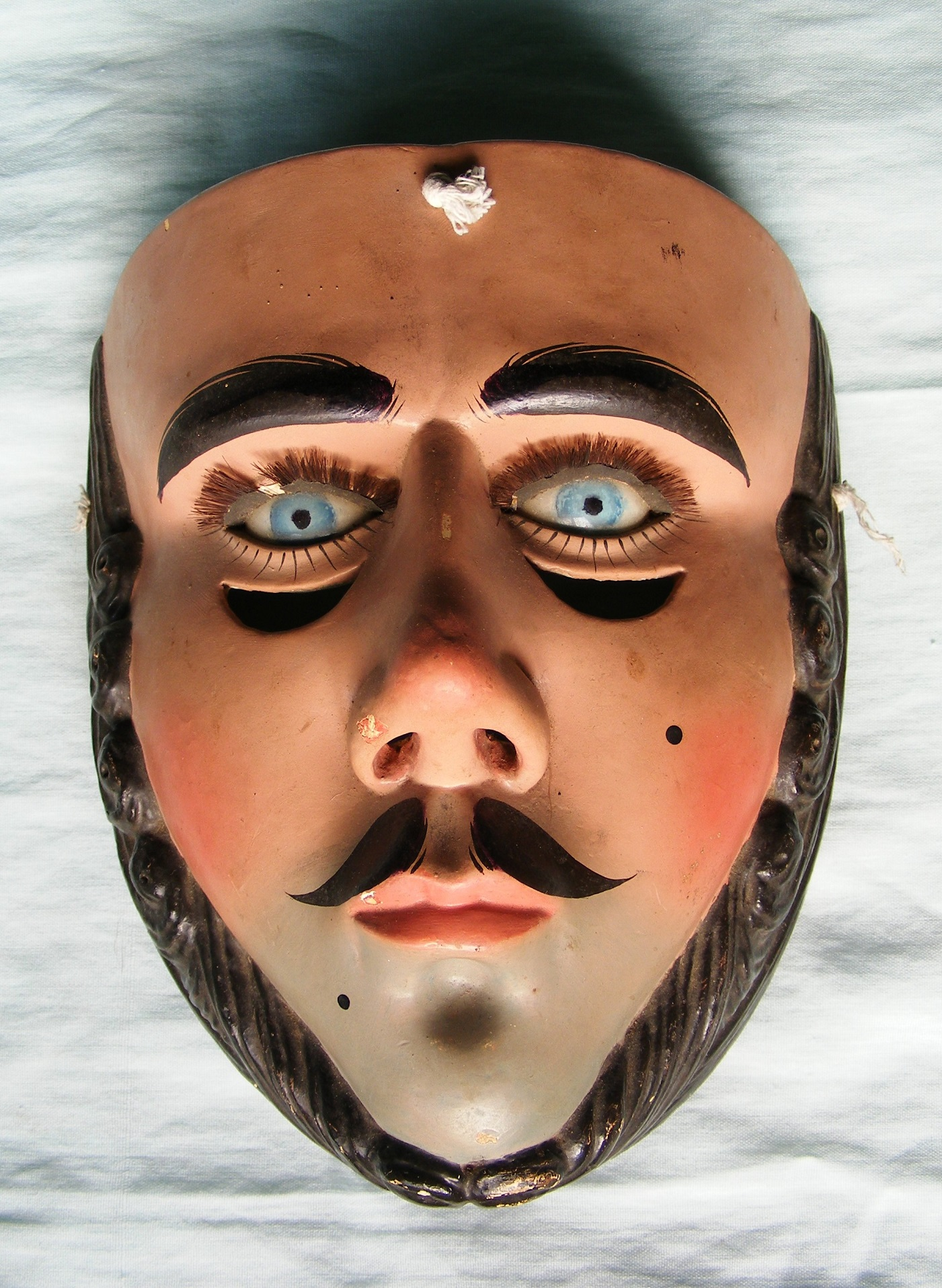
Máscara de parachico

Antonio López Hernández (Chiapa de Corzo, Chiapas, 25 de julio de 1935) es un artesano mexicano. Se ha especializado en la talla de madera para restaurar imágenes religiosas en diversas iglesias de Chiapas y en la elaboración de las tradicionales máscaras de los parachicos.

## Semblanza biográfica
Su padre fue Domitilo López , uno de los pocas personas que se dedicaba a la fabricación de máscaras en Chiapa de Corzo, fue él quien le enseñó los primeros pasos para elaborarlas a partir de trozos de madera desflemada, cedro, caoba o cupapé, los cuales son trazados, cortados y esculpidos. A los 17 años continuó su aprendizaje con el maestro Miguel Vargas Jiménez. Durante más de 60 años se ha dedicado a fabricar las máscaras de parachico, las cuales tienen las facciones faciales de los españoles de acuerdo a la interpretación que tenían los habitantes originarios de Chiapa de Corzo. Las máscaras tienen su mayor demanda en enero debido a que es en este mes cuando los parachicos realizan sus tradicionales recorridos por las calles chiapanecas. Fueron declarados Patrimonio cultural inmaterial de la Humanidad por la Unesco en noviembre de 2010.
En su labor como tallador de madera ha recuperado algunas técnicas prehispánicas, tales como la preparación de aceite de chía, el cual se emplea para pulir las máscaras. Ha sido promotor para mantener viva la tradición de la danza del Calalá, la cual se baila en las festividades de Corpus Christi.  Su trabajo ha sido expuesto en numerosas exposiciones en Colombia, Jamaica, Japón, varias ciudades de México y República Dominicana. Ha impartido seminarios y cursos de capacitación en diversos estados de la república mexicana, Jamaica y Cuba.

## Premios y distinciones
- 1.er lugar en el Concurso de Máscaras organizado por el Museo de Laca de Chiapa de Corzo.
- 1.er lugar en el Concurso de Máscaras organizado por el Museo Nacional de Artes y Tradiciones Populares.
- Premio otorgado por la Asociación Ángel Albino Corzo.
- Premio Estatal de Artesanías Fray Bartolomé de las Casas otorgado por la Casa de las Artesanías de Chiapas en 1995.
- Reconocimiento por el programa Apoyo al Arte Cultural de Fomento Cultural Banamex e inclusión en el libro 150 grandes maestros del arte popular en 1996.
- Reconocimiento por el Club de Rotarios de Chiapa de Corzo por su labor de mantener vivas las tradiciones.
- Premio Nacional de Ciencias y Artes en el área de Arte y Tradiciones Populares otorgado por la Secretaría de Educación Pública en 1998.[4]